# Gàndalf
En Gàndalf és un personatge fictici de l'univers de J.R.R. Tolkien, la Terra Mitjana. És un dels istari (mags), que també forma part dels Màiar (uns dels éssers que l'Ilúvatar envià a Eä, juntament amb els vàlar).
Gàndalf és el nom que li donen els homes. Els elfs li diuen Mithràndir (el Pelegrí Gris) i en la seva joventut havia estat Olorín.
En Gàndalf és un dels protagonistes principals d'El hòbbit i El Senyor dels Anells i pren part activa en la Guerra de l'Anell. El seu aspecte d'ancià amb barret punxegut i barba llarga és un referent en l'imaginari col·lectiu, i juntament amb Merlí, es considera el prototip de mag en la ficció occidental.

## Biografia

### Abans de la descoberta de l'anell
En Gàndalf era un Maiar, una de les criatures emanades de la ment de l'Eru que vivien al regne benaventurat de Vàlinor. Allà era conegut com a Olórin, vivia als jardins d'Irmo i era deixeble de Nienna. Quan els vàlar van decidir enviar representants a la Terra Mitjana per aconsellar a aquells que s'oposaven al Senyor Fosc Sàuron, Manwë va proposar el seu nom. Quan els cinc enviats van arribar a la Terra Mitjana, va ser coneguts com els "mags" ("istari").
Dels cinc istari, Olórin i Curumo (que més tard seria conegut com a Sàruman) eren els més savis. Curumo va ser escollit com a cap de l'ordre, però va ser Gàndalf qui va saber guanyar-se la confiança dels elfs, especialment de Na Galàdriel i de Círdam. Aquest darrer va confiar-li Narya, l'anell de foc, un dels tres anells dels elfs.

### El hòbbit

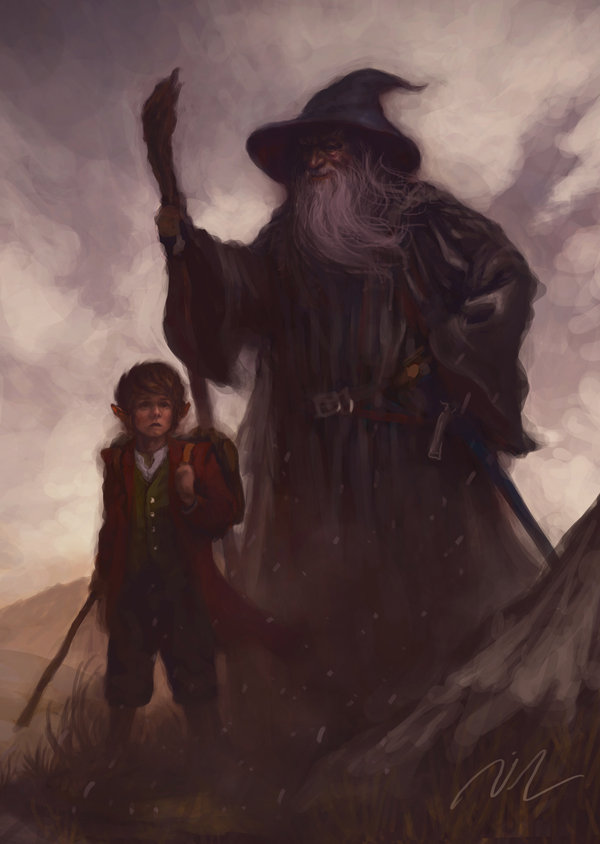
Retrat representant Gàndalf el Gris

En Gàndalf va implicar-se en l'aventura d'un grup de nans de la casa de Durin, liderats per Thorin Escutderoure, van emprendre per recuperar el tresor de la Muntanya Solitària que els havia estat robat anys abans per un drac, Smaug. Per fer-ho, recluta el hòbbit Bilbo Saquet, i guia el grup cap al seu objectiu.
Durant el viatge, en Gàndalf troba una espasa que havia estat forjada pels elfs antics a Góndolin, Glàmdring, que brandarà des d'aleshores. És també durant el viatge que en Bilbo troba l'Anell Únic, que en Gàndalf pren per un anell menor.
En Gàndalf, però, deixa el grup en nombroses ocasions per atendre "altres assumptes urgents", que més tard sabem que consisteixen a investigar el ressorgiment d'en Sàuron (o el Nigromant, com és referit a El hòbbit) a Dol Guldur.
Reapareix al final de la història, durant la batalla dels Cinc Exèrcits, i acompanya en Bilbo de retorn a casa. És aleshores quan comença a sospitar sobre l'anell d'en Bilbo, i en Gàndalf passarà els anys posteriors investigant-hi.

### El Senyor dels Anells
En tornar a la Comarca en l'ocasió del cent onzè aniversari d'en Bilbo, pot veure com aquest fa servir l'anell per desaparèixer davant dels convidats i deixar-los impressionats. Quan l'interroga sobre la seva actuació, en Bilbo es posa a la defensiva i respon de forma hostil. Això fa augmentar les sospites d'en Gàndalf, que convenç en Bilbo de marxar a Rivendell i s'aboca en la investigació.
Quan torna a la Comarca, confirma les seves sospites llançant l'Anell a la llar de foc d'en Frodo: es tracta de l'Anell Únic. Urgeix a en Frodo de portar l'Anell cap a la seguretat del refugi de Rivendell, i se'n va a visitar a en Sàruman per explicar-li el seu descobriment i demanar consell.
En Sàruman, però, resulta ser un traïdor que ja s'ha deixat corrompre per la influència d'en Sàuron, i empresona en Gàndalf. El mag s'escapa amb l'ajuda de Gwàihir l'Àguila, i es dirigeix a la Comarca muntant en Grisencrín. En Frodo, però, ja n'ha marxat i no es tornen a trobar fins a Rivendell.
Assumint el lideratge de la Germandat de l'Anell, en Gàndalf dirigeix els seus companys cap al sud. Davant la impossibilitat de travessar el pas del Caradhras a l'hivern, prenen un perillós camí a través de les mines de Mòria. Allà es troben amb un Bàlrog, un antic servent de Mórgoth. En Gàndalf s'hi enfronta al pont de Khazad-dûm, i aconsegueix fer-lo caure a l'abisme, però un dels fuets del Bàlrog s'entortolliga a la cama d'en Gàndalf i cauen tots dos.
Ni en Gàndalf ni el Bàlrog moren en la caiguda, i segueixen lluitant fins que després de dies sencers de lluita, moren tots dos.
Però en Gàndalf és enviat un altre cop a la Terra Mitjana per l'Eru, tornant com una figura més poderosa. Gwaihir el porta a Lórien, on na Galàdriel el vesteix amb robes blanques representant que ara és ell qui ha de liderar els mags en el paper que hauria d'haver assumit en Sàruman si no s'hagués corromput. A partir d'aquí deixarà de ser Gàndalf el Gris i passarà a ser conegut com a Gàndalf el Blanc.
Al bosc de Fàngorn, troba l'Àragorn, en Guimli i en Légolas, i els dirigeix cap al palau del rei Théoden de Ròhan. Allà hi allibera el rei de la condició a què l'havia sotmès en Sàruman a través del seu agent Grima Llenguadeserp, i mobilitza els ròhirrim per enderrocar Ísengard. Un cop derrotat en Sàruman, en Gàndalf li trenca la vara i l'expulsa de l'Ordre dels Mags.
Després cavalca cap a Minas Tirith per aconsellar el senescal i ajudar en la defensa de la ciutat. Participarà en la batalla dels Camps de Pelènnor, on s'enfrontarà al Rei Bruixot, Senyor dels Nazgûl.
Finalment, cavalcarà al costat de l'Àragorn cap a la Porta Negra, en una maniobra per distreure el Senyor Fosc mentre en Frodo s'acosta al Mont del Fat per destruir-hi l'Anell. L'intent té èxit i en Sàuron és enderrocat.
Tres anys més tard, havent acomplert la seva missió a la Terra Mitjana, en Gàndalf marxarà juntament amb en Frodo, en Bilbo, na Galàdriel i n'Élrond cap a les Terres Immortals, a l'altra banda del Gran Mar.

## Adaptacions
En la versió cinematogràfica de Peter Jackson, l'actor Ian McKellen interpreta el mag Gàndalf en les tres pel·lícules de la trilogia. Pel seu paper a la primera part va estar nominat per la seva interpretació en els Oscars.